# Sopraelevazione ferroviaria

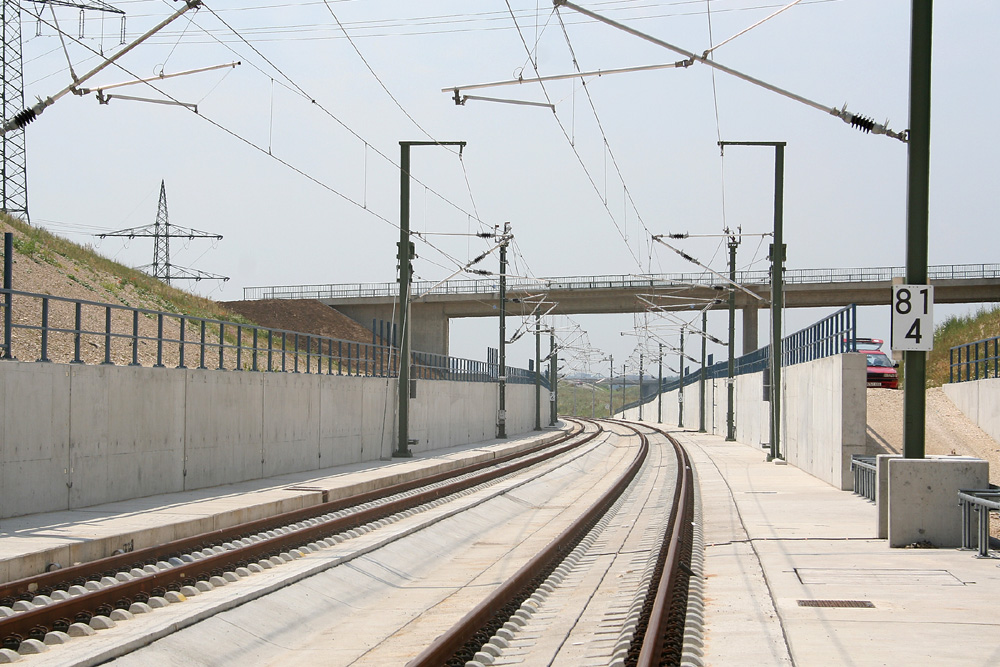
Esempio di sopraelevazione in una curva sulla ferrovia Norimberga-Monaco

La sopraelevazione ferroviaria è la pendenza trasversale del binario che normalmente si prevede in curva, il cui scopo è di permettere di percorrere la curva stessa ad una velocità maggiore riducendo la forza centrifuga a cui è sottoposto un veicolo ferroviario.

## Generalità
Qualsiasi veicolo ferroviario che percorre una curva viene sottoposto ad un'accelerazione centrifuga. La sopraelevazione contrasta parzialmente quest'effetto, riuscendo in parte a compensare questa accelerazione. L'accelerazione totale che subisce il mezzo si può quindi suddividere in due componenti: una prima componente di accelerazione laterale compensata dalla sopraelevazione, e una seconda componente di accelerazione laterale non compensata ({\displaystyle a_{nc}}), che è quella che viene realmente percepita dal passeggero. Quest'ultimo termine riveste una grande importanza in ferrovia, in quanto esistono dei precisi limiti sulla {\displaystyle a_{nc}}, e le velocità massime di percorrenza vengono fissate in funzione di questi limiti. Naturalmente esiste anche un limite alla sopraelevazione, in quanto se fosse eccessiva porterebbe al ribaltamento di un veicolo che dovesse trovarsi fermo in corrispondenza di una data curva. In Italia il limite di sopraelevazione della rotaia esterna è fissato in 16 cm.
Siccome la sopraelevazione in rettilineo è (salvo casi rarissimi) pari a zero, è necessario in corrispondenza delle curve prevedere un tratto in cui la sopraelevazione si porti progressivamente da zero al suo valore massimo. Questo in genere accade in corrispondenza dei raccordi parabolici che sono compresi fra tutte le curve e i rettifili nelle linee ferroviarie. In genere la rotaia esterna rimane alla stessa quota, mentre la rotaia interna viene progressivamente abbassata. Se si fosse perfettamente in piano, la rotaia esterna quindi avrebbe una data pendenza lungo questo raccordo. Dato che in genere non ci si trova in piano, questa pendenza si preferisce chiamarla sovrapendenza, in quanto sarebbe una pendenza aggiuntiva a quella già esistente. Il tratto con la sovrapendenza viene anche detto rampa di sopraelevazione. Per evitare i rischi di uno svio (deragliamento), la normativa pone dei limiti anche sul valore di questa sovrapendenza, che non può superare i 3mm al metro lineare.

## Formulazione analitica
Nel corretto dimensionamento in fase progettuale della sopraelevazione concorrono diversi fattori:
- la massima accelerazione non compensata ammessa;
- la velocità di progetto;
- il raggio della curva.

Ipotizzando una distanza fra i punti d'appoggio delle due ruote di 1500 mm e un'accelerazione di gravità di 9,81 m/s², vale questa relazione:
{\displaystyle H_{pb}[mm]=H+H_{d}=11,798\times {\frac {V^{2}[km/h]}{R[m]}}\ \ \ \ \ \ \ \ \ \ \ oppure\ \ \ \ \ \ \ \ \ \ \ R[m]=11,798\times {\frac {V^{2}[km/h]}{H+H_{d}[mm]}}}
dove:
- {\displaystyle H_{pb}} è la cosiddetta sopraelevazione di perfetto bilanciamento, cioè quella sopraelevazione (teorica e non reale) con la quale si otterrebbe la completa compensazione dell'accelerazione centrifuga. Questo valore, essendo teorico e non reale può perciò essere anche maggiore del limite di 160 mm imposto dalla normativa FS.
- {\displaystyle H} è la sopraelevazione reale, che non può essere superiore a 160 mm.
- {\displaystyle H_{d}} è il difetto di sopraelevazione, cioè la differenza fra sopraelevazione teorica di perfetto bilanciamento e quella reale. Si può dimostrare molto facilmente che {\displaystyle H_{d}} e {\displaystyle a_{nc}} (accelerazione laterale non compensata) siano direttamente proporzionali, e che quindi imporre un limite su {\displaystyle a_{nc}} piuttosto che su {\displaystyle H_{d}} è esattamente la stessa cosa. Al limite tipico utilizzato sulla rete FS per la progettazione, pari a 0,6 m/s², corrisponde un difetto di sopraelevazione di 91,74 mm.

A partire da questa relazione diventa quindi possibile effettuare qualsiasi operazione: per esempio, partendo da sopraelevazione e velocità desiderata, determinare il raggio minimo necessario, oppure partendo da raggio e velocità determinare la sopraelevazione minima necessaria.

### Esempio
Data una curva di 1000 metri di raggio ed una velocità di progetto di 140 km/h, si vuole determinare la minima sopraelevazione necessaria.
Si ha:
{\displaystyle H_{pb}=11,798\times {\frac {140^{2}}{1000}}=231,2\ mm}
Siccome il massimo difetto di sopraelevazione {\displaystyle H_{d}} è pari a 91,74 mm, si ha che
{\displaystyle H=H_{pb}-H_{d}=231,2-91,74=139,5\longrightarrow 140\ mm}
Una volta ottenuta analiticamente la minima sopraelevazione necessaria, risulta conveniente approssimarla per eccesso ai 5 mm.

## La sopraelevazione nella manutenzione del binario
Col passare del tempo la sopraelevazione in una data curva può diminuire progressivamente, per il naturale cedimento della massicciata e del terreno sottostante. Questo ovviamente è pericoloso per la sicurezza della marcia, in quanto una sopraelevazione minore comporta un'accelerazione non compensata maggiore, che potrebbe superare i limiti massimi fissati dalla normativa. Perciò è necessario che periodicamente questa sopraelevazione venga ripristinata, attraverso delle macchine cosiddette "rincalzatrici".

### Valori standard di pendenza delle rampe di sopraelevazione
- 0,2‰ (pendenza di 2 millimetri ogni 10 metri)
- 0,5‰ (pendenza di 5 millimetri ogni 10 metri)
- 0,6‰ (6 mm)
- 0,8‰ (8 mm)
- 1‰ (10 mm)
- 1,3‰ (13 mm)
- 1,5‰ (15 mm)
- 1,8‰ (18 mm)
- 2‰ (20 mm)
- 2,5‰ (25 mm)

### Utilizzo del dato della rampa di sopraelevazione nell'operazione di manutenzione
Predisposta a livello manuale l'operatore della rincalzatrice deve calcolare, sapendo a quale valore di sopraelevazione deve lavorare, quanti millimetri deve digitare ogni metro di avanzamento della rincalzatrice.
Esempio:
- È richiesta una rampa dell'1‰.
- l'operatore deve digitare 10 millimetri in 10 metri: giacché un avanzamento primario della rincalzatrice corrisponde a 60 cm e non a un metro perfetto, 10 metri corrispondono a 8 avanzamenti della macchina e quindi l'operatore ogni avanzamento dovrà digitare 1 e 1,5 millimetri alternati per ottenere 10 millimetri in 8 avanzamenti, alias 10 metri.
- Una volta raggiunta la quota prestabilita, ad esempio 160 (che, per dare l'idea, sono 16 centimetri di altezza della corda alta rispetto a quella bassa), l'operatore termina di digitare valori di pendenza avendo praticamente raggiunto la circolare della curva (il punto max della curva).
- lo stesso procedimento si esegue per il calare della curva in retta.